# Regős Judit
Regős Judit Ágnes (Budapest, 1974. július 1.–) magyar szociálpolitikus, család-és gyermekvédelmi szakértő

## Tanulmányai
Érettségi befejeztével el kezdte tanulmányait (1994 – 1999 ) Szociálpolitikus szakon az Eötvös Loránd Tudomány Egyetem Szociológiai Intézetében. Majd Szociális munkásnak tanult az Eötvös Loránd Bölcsészettudományi Egyetem. 1998-1999 ösztöndíjas képzésben vett részt a University of North London. Aktív Analitikus Módszerspecifikus Képzésen terapeuta oklevelet kapott 2002-ben. Majd 2006-2008-ig Szupervízor Szakon tanult a Károli Gáspár Református Egyetemen

## Munkahelyei
1997-ben megkezdte pályafutását családgondozóként a SOTE I. sz. Szülészeti és Nőgyógyászati Klinikáján. 1998-tól Tereptanár szociális munkás szakos hallgatóknak ELTE Szociálpolitikai Intézet és Bárczy Gusztáv Gyógypedagógiai és Tanárképző Főiskola
2003-tól szakértőként megjelenik több médiában(Velvet.hu, Baba Magazin, Anyák Lapja, Dunatv) Módszertan és tanagyag fejlesztő a Biztos Kezdet Gyermekházak programban.
2005-től Szupervízor A Nő Ezer Arca Kft. Személyiség Fejlesztő Központ munkatársaként
2006-ban alapította a Szülők Háza Család Családi Központ és Bölcsőde Hálózatot. A közösségépítéssel, tanácsadással és képzéssel foglalkozó, befogadó szemléletű családi központokat és családi bölcsődéket működtető Szülők Háza Családi Központ és Bölcsőde Hálózat Magyarországon öt helyszínen (Kelenvölgy, Érd, Győr, Budaörs) összesen 120 bölcsődei férőhelyet fog össze.2006 óta ügyvezetője Szülők Háza Kft.A Szülők Háza Program alapítója. Szülőtámogató, kulturális és mentálhigiénés program. 2022-ben a Kárpát-medencei Családszervezetek Szövetségével kötött együttműködési megállapodás keretében megkezdődött a Szülők Háza Program kiterjesztése a Kárpátmedencében. 2011-től szakértő Emberi Erőforrások Minisztériuma alternatív napközbeni gyermekellátások módszertani munkacsoportban
2009-ben „Főállású angyal” Vodafone Magyarország Társadalmi Egyenlőségért Alapítvány Többet Érsz Program győztese lett.
2015-től Elnöke a dr. Kemény Dénes által alapított Szülők Háza Alapítványnak, melynek célja a rászoruló családok segítése és a család nélkül nevelkedő gyermekek támogatása. Az Alapítvány stratégiai partnere a Kulturális és Innovációs Minisztérium valamint a Kopp Mária Intézet a Népesedésért és a Családokért. Tanácsadóként jelenleg is részt vesz az intézmények szakmai munkájában.
2015-től Szakmai vezető a Kommunió Alapítványnál, ahol számos gazdaságfejlesztési és innovációs operatív programban és Társadalmi célú vállalkozások ösztönzésében segített.
2022-től Szakértő ENSZ ECOSOC. Ebben az évben kezdte el tanári pályafutását a Milton Friedmann Egyetemen, Budapesten.

## Elismerései
- 2022. A Szülők Háza az ENSZ ECOSOC Bizottságának konzultatív státuszú tagja[7]
- 2022. Családbarát Munkahely díj[8]
- 2018. Pro Familis díj
- 2017. Social Seeds – RaiSE Project, Best Practice elismerés
- 2016. Családbarát munkahely díj[9] Az odaítélő intézmény: Emberi Erőforrások Minisztériuma
- 2016. Családbarát Vállalkozás Újbuda elismerés Az odaítélő intézmény: Újbuda Önkormányzata
- 2012. Best Practice[10] minősítés Az odaítélő intézmény: Eurofound Alapítvány
- 2011. Graham Maher nemzetközi díj jelölés
- 2009. „Főállású angyal”, Többet Érsz Program győztese Az odaítélő intézmény: Vodafone Magyarország
- 2008. Családbarát médiáért díj[11] Az odaítélő intézmény: Média a Családért Alapítvány "Konfliktusok a szülők között” című írásért.

## Főbb előadások
- A Szülők Háza Program bemutatása Előadás az International Parents' Alliance által szervezett Parent Summit 2022 rendezvényen. Amsterdam, 2022
- Közösséget építünk, amit megtart és felemel A Florida állambeli, Daytona Beachen megrendezésre kerülő, magyar kulturális, gazdasági és társadalmi kapcsolatok erősítését célzó csúcstalálkozón, a Hungarian Summiton előadás az Amerikában élő magyar diaszpóra számára a családok közösséggé szervezése témában. Orlando, 2022
- A Szülők Háza Program implementációja Ghánában Tárgyalás a Világbank vezető munkatársaival, ami után személyesen is átnyújtottam az átfogó megvalósíthatósági tanulmányunkat, amelynek segítségével még közelebb került annak a megvalósítása, hogy magyar fejlesztésű szülőtámogató innovációs programmal is segítse a Világbank a fejlődő országokat. Washington, 2022
- Charity for Friendship „Jótékonysággal a Barátságért” program bemutatása A Charity for Friendship program egy többcélú társadalmi, jótékonysági innováció. A program célja az eltérő kultúrájú társadalmi csoportok kölcsönös megismerésének elősegítése, csereutak szervezése, turisztikai, kulturális és oktatási együttműködések felkarolása. Marokkó, 2020; Budapest, 2021
- Szülők Háza Digitális Bölcsőde 2020-ban a pandémia okozta nehézségekre reagálva hoztuk létre a Szülők Háza Digibölcsit, amely a Szülők Háza bölcsődéiben nyújtott szolgáltatások online kiterjesztését jelenti a családok otthonába. https://digitalisbolcsode.hu/ Budapest, 2020
- Szülők Háza Program bemutatása Marokkóban Magyarország marokkói nagykövete, Tromler Miklós közvetítésével kerültünk kapcsolatba a marokkói TIBU Maroc szervezet képviselőivel, amelynek eredményeként Casablancába látogattam, ahol bemutattam a Szülők Háza Programot. Marokkó, 2019
- Szülők Háza jógyakorlat bemutatása Szakpolitika-fejlesztési stakeholder találkozó a SOCIAL SEEDS, SENSES és RaiSE projektek keretein belül Budapest, 2017. március
- Szülők Háza Civil Franchise Program bemutatása Litván Parlament 2017. március 2017. szeptember
- Szülők Háza jógyakorlat bemutatása RaiSE – Enhancing social enterprises competitiveness through improved business support policies c. projekthez kapcsolódó projektnyitó találkozón és szemináriumon Barcelona, 2017. február
- Szülők Háza Civil Franchise Program bemutatása A SOCIAL SEEDS Exploiting Potentials of Social Enterprises through Standardized European Evaluation and Development System c. projekt keretében Budapest, 2016. július
- Providing a Public Network of Complex Alternative Daycare Units Using Parenting Support: Parents' House Method Európai Uniós konferencia, Budapest, 2015
- Szülők Háza Pilot Program bemutatása Demokratikus szerepvállalás és polgári részvétel című konferencia Horvátország, Trogir, 2015. szeptember
- Providing a Public Network of Complex Alternative Daycare Units Using Parenting Support: Parents’ House Method Nemzetközi ISSA Konferencia Budapest, 2014. október
- Szülők Háza civil franchise program bemutatása Washington, 2014

## Publikációi
- Maradjunk együtt! Válás vagy változás? című könyv megjelenés: 2023[12]
- 150 interjú a család körül című szakértői kötet Tervezett megjelenés: 2024
- A perinatális szociálismunka szerepe a krízisterhességek gondozásában Kapocs, 2021[13]
- Generációk digitális kompetenciái Kapocs, 2020
- Európai családpolitikai kitekintő Kopp Mária Intézet a Népesedésért és a Családokért, 2019[14]
- Nem születtél anyának – Tabuk nélkül a családdá válásról című könyv Tea Kiadó, 2015[15]
- Együttműködés a szülőkkel In.: Módszertani kézikönyv II. kötet – Szülők (Módszertani ajánlások a szülőkkel való együttműködéshez a Biztos Kezdet program munkatársai számára) (Szociálpolitikai és Munkaügyi Intézet, Budapest 2009)